# آی‌دی‌جی

گروه بین‌المللی داده (آی‌دی‌جی) (به انگلیسی: (International Data Group (IDG) یک رسانهی فناوری مستقر در ایالت ماساچوست ایالات متحده آمریکا است. آی‌دی‌جی بیش از ۳۰۰ مجله مختلف را در ۸۰ کشور جهان منتشر می‌کند و همچنین صاحب امتیاز مجله مشهور پی‌سی ورلد است.